# Friedrich von Logau

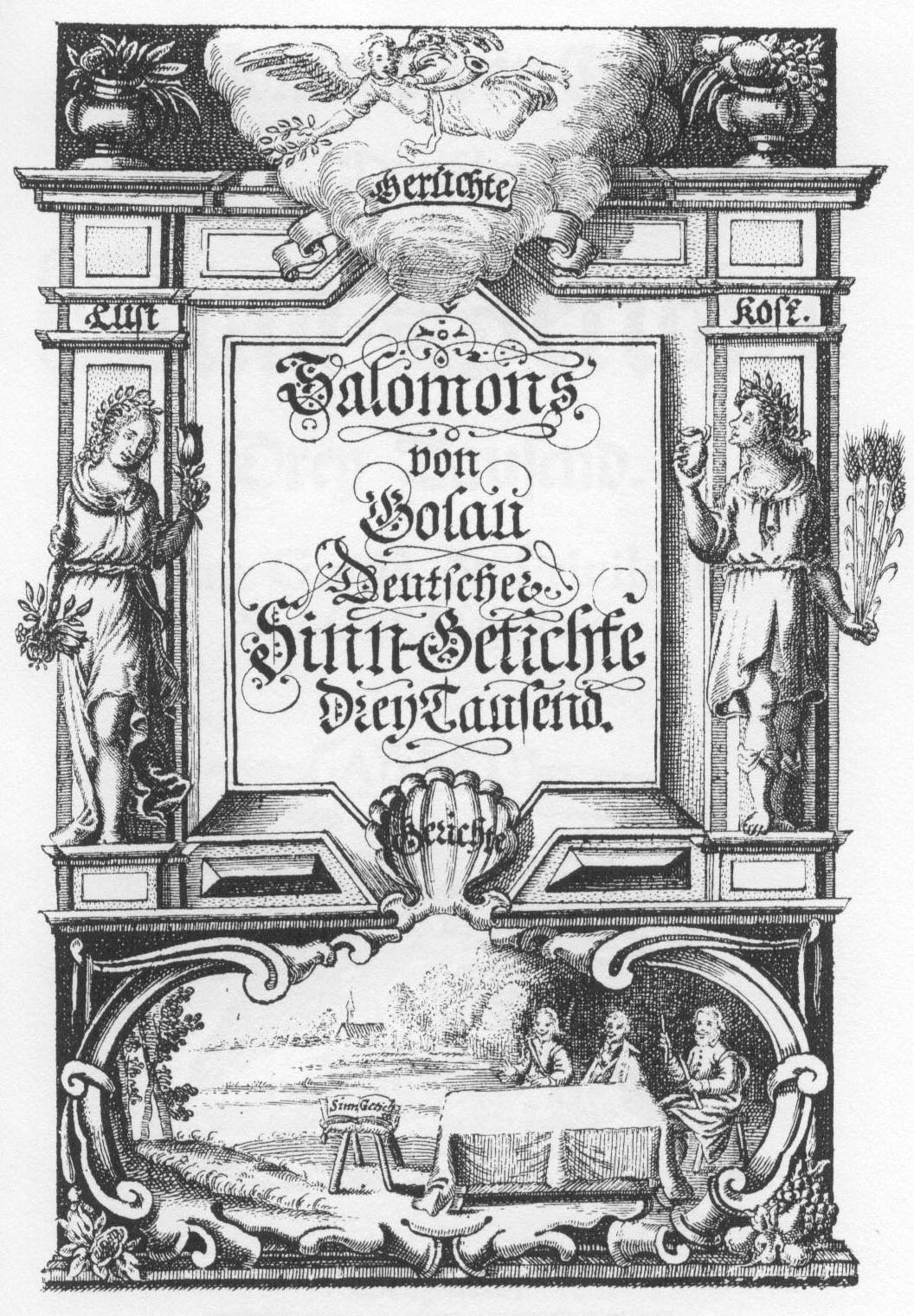
Frontespizio di Sinngedichte, 1654

Friedrich von Logau (1605 – Legnica, 24 luglio 1655) è stato un poeta tedesco barocco.

## Biografia
Era figlio di Georg von Logau, possidente dell'area di Niemcza, morto l'anno della sua nascita. Dal 1614 al 1625, Logau studiò al ginnasio di Brzeg, continuando poi all'università di Altdorf vicino a Norimberga dove si laureò in due anni.
Dal 1633 amministrò i possedimenti di famiglia, ma a causa delle devastazioni delle truppe di Alberto di Wallenstein fu costretto a rifugiarsi nella corte ducale di Brieg poco dopo e a lavorare come consigliere dal 1644. Nel luglio 1648 fu ammesso alla Fruchtbringende Gesellschaft.
Sotto lo pseudonimo di Salomon von Golaw pubblicò epigrammi nel 1638 (Erstes Hundert Teutscher Reimensprũche) e 1654 (Deutscher Sinngedichte drei Tausend), contenenti satira sulla vita di corte e la guerra dei trent'anni. Furono riscoperti e ripubblicati da Gotthold Ephraim Lessing e Karl Wilhelm Ramler nel 1759 e 1791 e poi nel 1872 da G. Eitner.
Rimase vedovo della prima moglie nel 1640, ebbe un secondo matrimonio infelice e suo figlio Balthasar Friedrich diventò Freiherr (barone) nel 1687.

## Opere

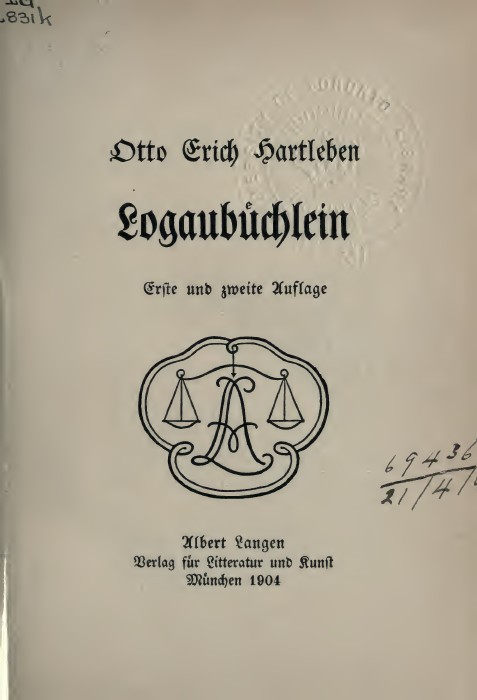
Logaubüchlein, 1904

- (DE) Friedrich von Logau, Sinngedichte, Brockhaus, Friedrich Arnold, 1870.

- (DE) Friedrich von Logau, Logaubüchlein, Langen, 1904.